# Horst Weiße
Horst Weiße (* 3. Dezember 1919 in Eppendorf; † 21. Oktober 1993 in Bautzen) war ein deutscher Holzschnitzer, Bildhauer und Lyriker.

## Leben

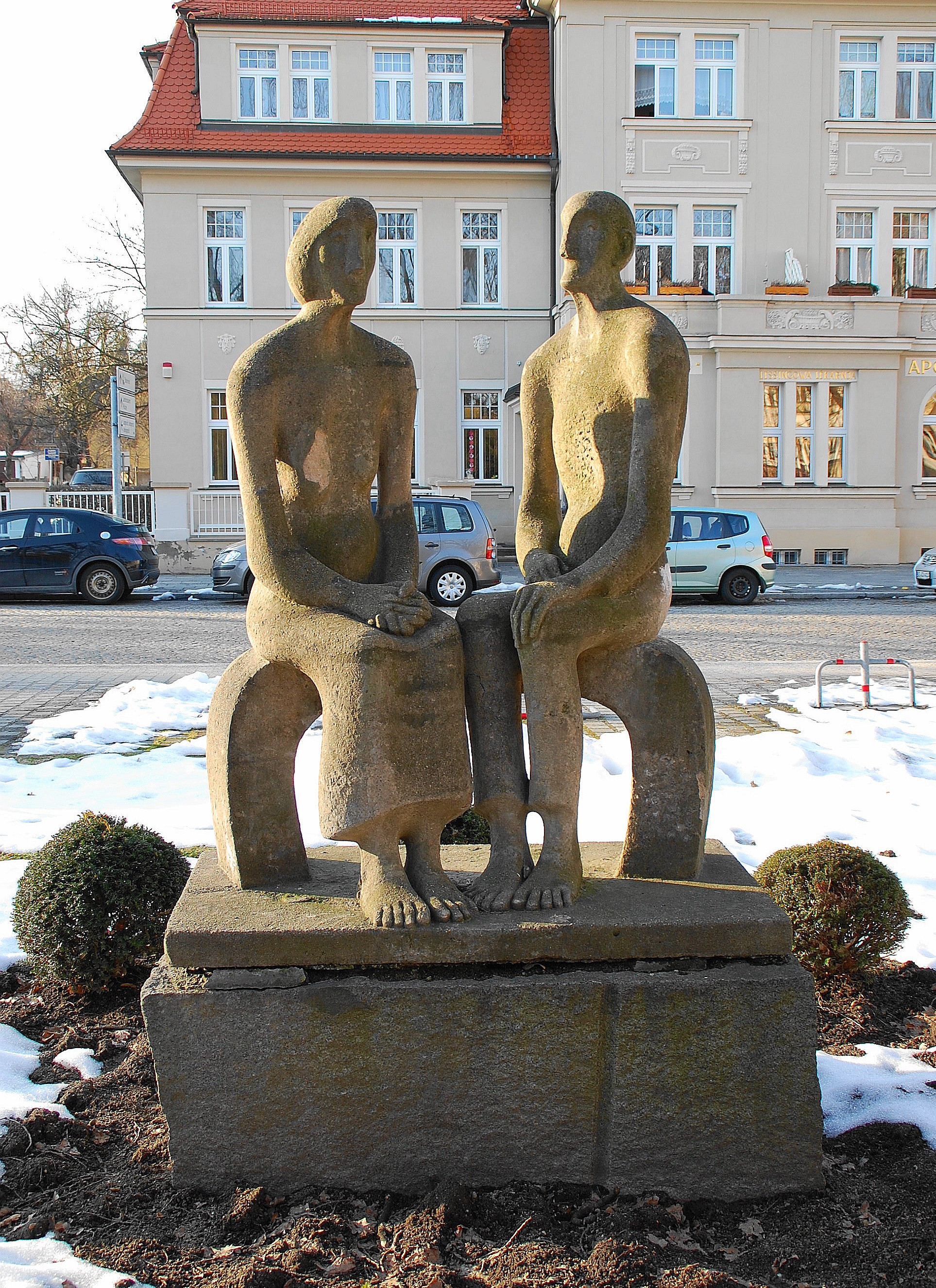
Sitzendes altes Paar, Bautzen, Lessingstraße

Weiße besuchte nach dem Abschluss der Volksschule von 1934 bis 1936 die Staatliche Fach- und Gewerbeschule Grünhainichen. Danach arbeitet er  als Holzschnitzer. 1940 wurde er zur Wehrmacht eingezogen. Er nahm am Zweiten Weltkrieg teil und verlor 1942 dabei ein Bein. Sein späteres künstlerisches Schaffen war unter anderem von den Kriegserlebnissen geprägt.
1954 machte er sich nach erfolgreicher Meisterprüfung selbstständig und gründete einen Schnitzerei-Handwerksbetrieb. 1960 siedelte er nach Bautzen über, wo er sich der Bildhauerei und Plastik widmete und die bekannten Steinskulpturen schuf. Nach jahrelangen Studien hing Weiße den Schnitzereibetrieb 1975 an den Nagel, wurde als Autodidakt in den Verband Bildender Künstler der DDR aufgenommen und war seitdem freischaffend tätig.
1983 gelang ihm der Durchbruch mit der „Lesenden Alten“, welche seinerzeit zu einem der am meisten besprochenen und am nachhaltigsten wirkenden Werke wurde. Dies geschah weniger wegen einer avantgardistischen Problematik oder der Reflexion sozialen Befindens. Es war vielmehr „die Schwere der Zeit einschließende Wahrheit, die die Hinwendung zu dieser Plastik bewirkte.“ [aus „Horst Weiße – plastik, zeichnungen, poetische kommentare“, 1993]
Weiße war nicht nur Bildhauer, sondern schuf auch zahlreiche Zeichnungen und Gedichte, die teilweise einigen Plastiken zugeordnet sind. Eine Auswahl seines Schaffens findet sich in dem Band „Horst Weiße – plastik, zeichnungen, poetische kommentare“.
1990 wurde auf seine Initiative der Kunstverein von Bautzen gegründet. Im Jahr 1993 erhielt er für seine künstlerischen Verdienste den Ernst-Rietschel-Kunstpreis. Er starb nach langer Krankheit.

## Rezeption
„Horst Weiße arbeitet bevorzugt mit Hartstein und eine schlichte Formensprache ist für sein Schaffen kennzeichnend. Der vom Stein vorgegebene Kompositionsraum wird gestalterisch genutzt, was z. B. auch für Barlach typisch war.“

## Werke als Bildhauer (Auswahl)
- Sitzendes altes Paar; 1974 Zement
- Mädchen mit Buch (Basalt, 43 × 23,5 × 21 cm, 1980; Sächsischer Kunstfonds)[2]
- Lesende Alte (Marmor, 55 × 39 × 36 cm, 1981)[3]
- Den Opfern des 13. Februar; 1983 Bronze
- Die Lesende; 1986 Zement (Standort: Leutewitzer Ring 7, Dresden)
- Mutter mit Kind (Marmor, 48,3 × 32 × 25 cm, 1987; Sächsischer Kunstfonds)[4]
- Das Mädchen und der Tod (Serpentin, 1988)[5]
- Hände mit Buch (Serpentin, 1988)[6]

- Später Wanderer; 1991 Gips für Bronze
- Vulkantänzer; 1991 Gips für Bronze

## Ausstellungen (Auswahl)
- 1979, 1985 und 1989: Dresden, Bezirkskunstausstellungen
- 1980: Hainichen, Galerie 926 (Personalausstellung; Plastik)
- 1982/1983 und 1987/1988: Dresden, IX. und X. Kunstausstellung der DDR